# Lagitupu Tuilimu
Lagitupu Tiputa Tuilimu OBE (* im 20. Jahrhundert) ist ein tuvaluischer Politiker. Zwischen 1998 und 2002 war er Mitglied des Fale i Fono, des tuvaluischen Parlamentes. In dieser Zeit übernahm er zeitweise einige Kabinettspositionen und war nach dem Tod von Ionatana Ionatana zwischen Dezember 2000 und Februar 2001 kommissarischer Premierminister des Inselstaates.

## Leben
Tuilimu war zunächst Geschäftsführer des Tuvalu Provident Fund, des nationalen Vorsorgefonds des Inselstaates. Ende der 1990er ging er in die Politik. Bei der Parlamentswahl in Tuvalu 1998 wurde Tuilimu in das Fale i Fono gewählt, das tuvaluische Parlament. Im Kabinett von Ionatana Ionatana ab 1999 diente er als Minister für Finanzen und Wirtschaftsplanung sowie als stellvertretender Premierminister (Deputy Prime Minister). Am 8. Dezember 2000 starb Ionatana an einer Herzattacke; Tuilimu rückte als stellvertretender Premierminister herauf und agierte fortan als kommissarischer Premierminister, als sogenannter Acting Prime Minister. Auf diesem Posten blieb er bis zum Februar 2001, als das Parlament Tuvalus Faimalaga Luka zum neuen offiziellen Premierminister ernannte. Danach kehrte er als Teil des Kabinettes Luka in seine vorherige Rolle als stellvertretender Premierminister und Minister für Finanzen und Wirtschaftsplanung zurück. Bei den Parlamentswahlen 2002 verlor er im Wahlkreis der Insel Nanumea seinen Sitz; hinter Sio Patiale und Maatia Toafa kam er bei zwei zu vergebenden Plätzen auf Rang 3. Bei den Parlamentswahlen 2006 trat er noch einmal an, war aber mit gerade einmal 36 Stimmen der Bewerber mit dem schlechtesten Ergebnis seines Wahlkreises.

## Auszeichnung
- 2001: Officer of the Order of the British Empire (OBE) „für [seinen] öffentlichen und gemeinschaftlichen Dienst“ (for public and community service)[8]